# Deon Meyer
Deon Godfrey Meyer (* 4. července 1958 Paarl) je jihoafrický spisovatel a filmový scenárista. Zaměřuje se na thrillery a kriminální romány.
Vystudoval angličtinu a historii na Potchefstroomské univerzitě. Pracoval jako reklamní textař a redaktor deníku Volksblad. První knihu vydal v roce 1994. Hrdinou většiny jeho románů je detektiv Benny Griessel, kterého pojmenoval po svém bývalém učiteli. Píše v afrikánštině a jeho knihy byly přeloženy do dvaceti jazyků. V roce 2003 získal cenu Grand prix de littérature policière a v roce 2011 Exclusive Books Boeke Prize. V roce 2021 převzal Řád umění a literatury.
Značnou mediální pozornost získal díky románu Horečka (v originále Koors), vydanému v roce 2017, v němž popsal dopad hypotetické koronavirové pandemie na lidskou společnost.

## Knihy
- Zajatci smrti
- Ďáblova hora
- 13 hodin
- Kobra
- Smrt za svítání
- Horečka
- 7 dní
- Ikarus
- Žena v modrém plášti
- Poslední lov